# لاک‌پشتان گردن‌ماری
لاک‌پشتان گردن‌ماری  یکی از سه تیرهٔ زنده لاک‌پشت‌ها از زیرراسته کنارگردن است و معمولاً با نام لاک‌پشت‌های کنارگردن استرالیا-آمریکای جنوبی نامیده می‌شوند. این تیره در استرالیا، گینه نو، بخش‌هایی از اندونزی و مخصوصاً آمریکای جنوبی توزیع شده‌است. این یک خانواده بزرگ لاک‌پشت با تاریخچه فسیل قابل توجهی است که به دوران کرتاسه بر می‌گردد.
"لاک‌پشت‌های گردن‌ماری" مانند دیگر کنارگردن‌ها، گردن خود را به سمت داخل پوسته خود می‌کشند.